# دنل
دنل (انگلیسی: Denel) یک شرکت دولتی سازنده فناوری هوافضا و فناوری نظامی است که به همراه شرکت‌های زیرمجموعه در سراسر جهان فعالیت دارد. دفتر مرکزی این شرکت در آفریقای جنوبی واقع شده‌است.